# سیمرغ بلورین بهترین بازیگر نقش اول زن جشنواره فیلم فجر
سیمرغ بلورین بهترین بازیگر نقش اول زن جایزه‌ای ‌است که هرساله در جشنوارهٔ فیلم فجر به بهترین بازیگر نقش اول زن اهدا می‌شود.

## دریافت کنندگان
بازیگران زیر بیش از یک بار نامزد دریافت سیمرغ بهترین بازیگر نقش اول زن از جشنواره فیلم فجر شده‌اند. در فهرست زیر افراد با توجه به تعداد نامزدی جایزه سیمرغ قرار گرفته‌اند، تعداد نامزدی‌های هر یک از افراد نیز روبروی اسامی آن‌ها درج شده‌است.
- ۲- لیلا حاتمی (۱۰) از فیلم‌های رگ خواب و بی‌پولی
- ۲- فاطمه معتمدآریا (۱۰) از فیلم‌های هنرپیشه و همسر
- ۲- باران کوثری (۶) از فیلم‌های کوچه بی‌نام و (خون‌بازی و روز سوم)
- ۲- هدیه تهرانی (۵) از فیلم‌های چهارشنبه‌سوری و قرمز
- ۲- مریلا زارعی (۴) از فیلم‌های زیر سقف دودی و شیار ۱۴۳
- ۲- پروانه معصومی (۳) از فیلم‌های گل‌های داوودی و جهیزیه‌ای برای رباب
- ۲- هنگامه قاضیانی (۲) از فیلم‌های روزهای زندگی و به همین سادگی
- ۱- نیکی کریمی (۷) از فیلم دیوانه‌ای از قفس پرید و واکنش پنجم
- ۱- ترانه علیدوستی (۵) از فیلم من ترانه ۱۵ سال دارم
- ۱- رؤیا نونهالی (۴) از فیلم عروسی خوبان
- ۱- هانیه توسلی (۴) از فیلم دهلیز
- ۱- پریناز ایزدیار (۳) از فیلم ابد و یک روز
- ۱- طناز طباطبایی (۳) از فیلم بی‌رؤیا
- ۱- الناز شاکردوست (۳) از فیلم شبی که ماه کامل شد
- ۱- سارا بهرامی (۳) از فیلم دارکوب
- ۱- گلچهره سجادیه (۲) از فیلم سرزمین خورشید
- ۱- گلشیفته فراهانی(۲) از فیلم درخت گلابی
- ۱- ویشکا آسایش(۲) از فیلم ورود آقایان ممنوع
- ۱- میترا حجار (۲) از فیلم متولد ماه مهر
- ۱- گوهر خیراندیش (۲) از فیلم رسم عاشق‌کشی
- ۱- نگار جواهریان (۲) از فیلم طلا و مس
- ۱- فاطمه گودرزی (۲) از فیلم غزال
- ۱- مارال بنی‌آدم (۲) از فیلم پروین
- ۰- گلاب آدینه (۴)برنده نداشت
- ۰- مهناز افشار (۳)برنده نداشت
- ۰- هما روستا (۳)برنده نداشت
- ۰- بیتا فرهی (۳)برنده نداشت
- ۰- مهتاب کرامتی (۳)برنده نداشت
- ۰- افسانه بایگان (۳)برنده نداشت
- ۰- ساره بیات (۳)برنده نداشت
- ۰- غزل شاکری (۲)برنده نداشت
- ۰- عاطفه رضوی (۲)برنده نداشت
- ۰- پریوش نظریه (۲)برنده نداشت
- ۰- فریبا کامران (۲)برنده نداشت
- ۰- رؤیا تیموریان (۲)برنده نداشت
- ۰- لادن مستوفی (۲)برنده نداشت

## برندگان و نامزدها
|                    | برندهٔ سیمرغ بلورین |
| برندهٔ دیپلم افتخار | برندهٔ دیپلم افتخار |

| سال         | بازیگر                       | نقش(ها)              | فیلم                        | منابع                       |
| ----------- | ---------------------------- | -------------------- | --------------------------- | --------------------------- |
| دههٔ ۱۳۶۰    |                              |                      |                             |                             |
| ۱۳۶۱ (۱ام)  |                              |                      |                             |                             |
| ۱۳۶۲ (۲ام)  |                              |                      |                             |                             |
| ۱۳۶۳ (۳ام)  | پروانه معصومی                |                      | گل‌های داوودی                | [ ۱ ]                       |
| ۱۳۶۴ (۴ام)  |                              |                      |                             |                             |
| ۱۳۶۵ (۵ام)  |                              |                      |                             |                             |
| ۱۳۶۶ (۶ام)  | پروانه معصومی                |                      | شکوه زندگی                  | [ ۲ ]                       |
| ۱۳۶۶ (۶ام)  | پروانه معصومی                | جهیزیه‌ای برای رباب   |                             | [ ۲ ]                       |
| ۱۳۶۶ (۶ام)  | هما روستا                    |                      | پرنده کوچک خوشبختی          | [ ۲ ]                       |
| ۱۳۶۶ (۶ام)  | مهوش افشارپناه               |                      | خانه در انتظار              | [ ۲ ]                       |
| ۱۳۶۷ (۷ام)  | رؤیا نونهالی                 | مهری                 | عروسی خوبان                 | [ ۳ ] [ ۴ ]                 |
| ۱۳۶۷ (۷ام)  | فریماه فرجامی                | مونس                 | سرب                         | [ ۳ ] [ ۴ ]                 |
| ۱۳۶۷ (۷ام)  | گلاب آدینه                   | گلاب                 | زرد قناری                   | [ ۳ ] [ ۴ ]                 |
| ۱۳۶۷ (۷ام)  | پروانه معصومی                |                      | سال‌های خاکستری              | [ ۳ ] [ ۴ ]                 |
| ۱۳۶۸ (۸ام)  | رقیه چهره‌آزاد                | مادر                 | مادر                        | [ ۵ ]                       |
| ۱۳۶۸ (۸ام)  | هما روستا                    | ماه‌بانو              | تمام وسوسه‌های زمین          | [ ۵ ]                       |
| ۱۳۶۸ (۸ام)  | بیتا فرهی                    | مهشید                | هامون                       | [ ۵ ]                       |
| ۱۳۶۸ (۸ام)  | فاطمه معتمدآریا              | ریحانه               | ریحانه                      | [ ۵ ]                       |
| ۱۳۶۹ (۹ام)  | فریماه فرجامی                | فروغ الزمان          | پرده آخر                    | [ ۶ ]                       |
| ۱۳۶۹ (۹ام)  | نیکی کریمی                   | مهین                 | عروس                        | [ ۶ ]                       |
| ۱۳۶۹ (۹ام)  | ثریا گل‌محمدی                 |                      | عشق و مرگ                   | [ ۶ ]                       |
| ۱۳۶۹ (۹ام)  | افسانه بایگان                |                      | دو فیلم با یک بلیت          | [ ۶ ]                       |
| دههٔ ۱۳۷۰    |                              |                      |                             |                             |
| ۱۳۷۰ (۱۰ام) | جمیله شیخی                   | خانم بزرگ            | مسافران                     | [ ۷ ]                       |
| ۱۳۷۰ (۱۰ام) | فریماه فرجامی                | آفاق                 | نرگس                        | [ ۷ ]                       |
| ۱۳۷۰ (۱۰ام) | ماهایا پطروسیان              | فرشته                | دیگه چه خبر!؟               | [ ۷ ]                       |
| ۱۳۷۱ (۱۱ام) | فاطمه معتمدآریا              |                      | یک بار برای همیشه           | [ ۸ ]                       |
| ۱۳۷۱ (۱۱ام) | هما روستا                    | لیلا                 | از کرخه تا راین             | [ ۸ ]                       |
| ۱۳۷۱ (۱۱ام) | نیکی کریمی                   | سارا                 | سارا                        | [ ۸ ]                       |
| ۱۳۷۱ (۱۱ام) | فاطمه معتمدآریا              | سیمین                | هنرپیشه                     | [ ۸ ]                       |
| ۱۳۷۱ (۱۱ام) | سیما تیرانداز                |                      | سایه‌های هجوم                | [ ۸ ]                       |
| ۱۳۷۲ (۱۲ام) | فاطمه معتمدآریا              | شیرین                | همسر                        | [ ۹ ] [ ۱۰ ]                |
| ۱۳۷۲ (۱۲ام) | پروین‌دخت یزدانیان            | بی‌بی                 | نان و شعر                   | [ ۹ ] [ ۱۰ ]                |
| ۱۳۷۲ (۱۲ام) | زلاتا پلشکوا                 | حنیفا                | خاکستر سبز                  | [ ۹ ] [ ۱۰ ]                |
| ۱۳۷۲ (۱۲ام) | گلچهره سجادیه                |                      | هبوط                        | [ ۹ ] [ ۱۰ ]                |
| ۱۳۷۳ (۱۳ام) | مینا لاکانی                  | ژانت                 | دیدار                       | [ ۱۱ ]                      |
| ۱۳۷۳ (۱۳ام) | نیکی کریمی                   | پری                  | پری                         | [ ۱۱ ]                      |
| ۱۳۷۳ (۱۳ام) | آتنه فقیه‌نصیری               |                      | در کمال خونسردی             | [ ۱۱ ]                      |
| ۱۳۷۳ (۱۳ام) | بیتا فرهی                    | شکوه                 | کیمیا                       | [ ۱۱ ]                      |
| ۱۳۷۳ (۱۳ام) | فاطمه معتمدآریا              | نوبر کردانی          | روسری‌آبی                    | [ ۱۱ ]                      |
| ۱۳۷۴ (۱۴ام) | فاطمه گودرزی                 |                      | غزال                        | [ ۱۲ ] [ ۱۳ ] [ ۱۴ ]        |
| ۱۳۷۴ (۱۴ام) | عاطفه رضوی                   | ثریا مودّت            | چهره                        | [ ۱۲ ] [ ۱۳ ] [ ۱۴ ]        |
| ۱۳۷۴ (۱۴ام) | افسانه بایگان                | مادر                 | خواهران غریب                | [ ۱۲ ] [ ۱۳ ] [ ۱۴ ]        |
| ۱۳۷۴ (۱۴ام) | سلما مصری                    | خاله صفیه            | بازمانده                    | [ ۱۲ ] [ ۱۳ ] [ ۱۴ ]        |
| ۱۳۷۵ (۱۵ام) | گلچهره سجادیه                | هانیه                | سرزمین خورشید               | [ ۱۵ ] [ ۱۶ ] [ ۱۷ ]        |
| ۱۳۷۵ (۱۵ام) | پریوش نظریه                  | ستاره                | سجده بر آب                  | [ ۱۵ ] [ ۱۶ ] [ ۱۷ ]        |
| ۱۳۷۵ (۱۵ام) | فقیهه سلطانی                 | نرگس                 | معجزه خنده                  | [ ۱۵ ] [ ۱۶ ] [ ۱۷ ]        |
| ۱۳۷۵ (۱۵ام) | لیلا حاتمی                   | لیلا                 | لیلا                        | [ ۱۵ ] [ ۱۶ ] [ ۱۷ ]        |
| ۱۳۷۶ (۱۶ام) | گلشیفته فراهانی و انیس شکوری |                      | درخت گلابی و درخت جان       | [ ۱۸ ] [ ۱۹ ]               |
| ۱۳۷۶ (۱۶ام) | نیکی کریمی                   | مریم                 | روانی                       | [ ۱۸ ] [ ۱۹ ]               |
| ۱۳۷۶ (۱۶ام) | مینو فرشچی                   | فروغ کیا             | بانوی اردیبهشت              | [ ۱۸ ] [ ۱۹ ]               |
| ۱۳۷۶ (۱۶ام) | ویشکا آسایش                  | رعنا/بانو (عروسک)    | ساحره                       | [ ۱۸ ] [ ۱۹ ]               |
| ۱۳۷۶ (۱۶ام) | فاطمه معتمدآریا              | ماندگار              | زندگی                       | [ ۱۸ ] [ ۱۹ ]               |
| ۱۳۷۷ (۱۷ام) | هدیه تهرانی                  | هستی مشرقی           | قرمز                        | [ ۲۰ ] [ ۲۱ ] [ ۲۲ ]        |
| ۱۳۷۷ (۱۷ام) | لیلا حاتمی                   | شیدا فاطمی           | شیدا                        | [ ۲۰ ] [ ۲۱ ] [ ۲۲ ]        |
| ۱۳۷۷ (۱۷ام) | فاطمه گودرزی                 | مهین خانم/پروین خانم | جنگجوی پیروز                | [ ۲۰ ] [ ۲۱ ] [ ۲۲ ]        |
| ۱۳۷۷ (۱۷ام) | گلچهره سجادیه                | هیوا اکبری           | هیوا                        | [ ۲۰ ] [ ۲۱ ] [ ۲۲ ]        |
| ۱۳۷۷ (۱۷ام) | نیکی کریمی                   | فرشته                | دو زن                       | [ ۲۰ ] [ ۲۱ ] [ ۲۲ ]        |
| ۱۳۷۸ (۱۸ام) | میترا حجار                   | مهتاب                | متولد ماه مهر               | [ ۲۳ ]                      |
| ۱۳۷۸ (۱۸ام) | مهتاب کرامتی                 | زیبا رازی            | مرد بارانی                  | [ ۲۳ ]                      |
| ۱۳۷۸ (۱۸ام) | لیلا سعدی                    |                      | یک روز بیشتر                | [ ۲۳ ]                      |
| ۱۳۷۹ (۱۹ام) | ثریا قاسمی                   | رضوان                | مارال                       | [ ۲۴ ] [ ۲۵ ] [ ۲۶ ] [ ۲۷ ] |
| ۱۳۷۹ (۱۹ام) | مژده شمسایی                  | گلرخ کمالی           | سگ‌کشی                       | [ ۲۴ ] [ ۲۵ ] [ ۲۶ ] [ ۲۷ ] |
| ۱۳۷۹ (۱۹ام) | زهرا بهرامی                  | باران                | باران                       | [ ۲۴ ] [ ۲۵ ] [ ۲۶ ] [ ۲۷ ] |
| ۱۳۷۹ (۱۹ام) | فریبا کامران                 | ژاله                 | از کنار هم می‌گذریم          | [ ۲۴ ] [ ۲۵ ] [ ۲۶ ] [ ۲۷ ] |
| ۱۳۷۹ (۱۹ام) | پوپک گلدره                   | نغمه                 | آخر بازی                    | [ ۲۴ ] [ ۲۵ ] [ ۲۶ ] [ ۲۷ ] |
| دههٔ ۱۳۸۰    |                              |                      |                             |                             |
| ۱۳۸۰ (۲۰ام) | ترانه علیدوستی               | ترانه                | من ترانه ۱۵ سال دارم        | [ ۲۸ ] [ ۲۹ ]               |
| ۱۳۸۰ (۲۰ام) | گوهر خیراندیش                |                      | ارتفاع پست                  | [ ۲۸ ] [ ۲۹ ]               |
| ۱۳۸۱ (۲۱ام) | نیکی کریمی                   | یلدا                 | دیوانه‌ای از قفس پرید        | [ ۳۰ ] [ ۳۱ ] [ ۳۲ ]        |
| ۱۳۸۱ (۲۱ام) | نیکی کریمی                   | فرشته                | واکنش پنجم                  | [ ۳۰ ] [ ۳۱ ] [ ۳۲ ]        |
| ۱۳۸۱ (۲۱ام) | هانیه توسلی                  | رؤیا                 | شب‌های روشن                  | [ ۳۰ ] [ ۳۱ ] [ ۳۲ ]        |
| ۱۳۸۱ (۲۱ام) | میترا حجار                   | سحر ماهان            | صورتی                       | [ ۳۰ ] [ ۳۱ ] [ ۳۲ ]        |
| ۱۳۸۱ (۲۱ام) | فریبا کامران                 |                      | فرش باد                     | [ ۳۰ ] [ ۳۱ ] [ ۳۲ ]        |
| ۱۳۸۱ (۲۱ام) | گوهر خیراندیش                | زیرمدینه             | واکنش پنجم                  | [ ۳۰ ] [ ۳۱ ] [ ۳۲ ]        |
| ۱۳۸۱ (۲۱ام) | مریم پالیزبان                | آیدا                 | نفس عمیق                    | [ ۳۰ ] [ ۳۱ ] [ ۳۲ ]        |
| ۱۳۸۲ (۲۲ام) | گوهر خیراندیش                | باجی                 | رسم عاشق‌کشی                 | [ ۳۳ ] [ ۳۴ ] [ ۳۵ ]        |
| ۱۳۸۲ (۲۲ام) | ترانه علیدوستی               | فیروزه               | شهر زیبا                    | [ ۳۳ ] [ ۳۴ ] [ ۳۵ ]        |
| ۱۳۸۲ (۲۲ام) | گلاب آدینه                   | مادر                 | مهمان مامان                 | [ ۳۳ ] [ ۳۴ ] [ ۳۵ ]        |
| ۱۳۸۲ (۲۲ام) | رویا نونهالی                 | شیرین                | هم‌نفس                       | [ ۳۳ ] [ ۳۴ ] [ ۳۵ ]        |
| ۱۳۸۲ (۲۲ام) | فاطمه معتمدآریا              | ننه گیلانه           | گیلانه                      | [ ۳۳ ] [ ۳۴ ] [ ۳۵ ]        |
| ۱۳۸۲ (۲۲ام) | گلشیفته فراهانی              | روناک                | اشک سرما                    | [ ۳۳ ] [ ۳۴ ] [ ۳۵ ]        |
| ۱۳۸۳ (۲۳ام) | فرشته صدرعرفایی              | ریحان                | کافه ترانزیت                | [ ۳۶ ] [ ۳۷ ]               |
| ۱۳۸۳ (۲۳ام) | مریلا زارعی                  | سیما                 | زن زیادی                    | [ ۳۶ ] [ ۳۷ ]               |
| ۱۳۸۳ (۲۳ام) | لیلا حاتمی                   | لیلا سازگار          | سالاد فصل                   | [ ۳۶ ] [ ۳۷ ]               |
| ۱۳۸۳ (۲۳ام) | آهو خردمند                   | مادر                 | ما همه خوبیم                | [ ۳۶ ] [ ۳۷ ]               |
| ۱۳۸۳ (۲۳ام) | رویا نونهالی                 | آتیه                 | ماهی‌ها عاشق می‌شوند          | [ ۳۶ ] [ ۳۷ ]               |
| ۱۳۸۴ (۲۴ام) | هدیه تهرانی                  | مژده سمیعی           | چهارشنبه‌سوری                | [ ۳۸ ] [ ۳۹ ]               |
| ۱۳۸۴ (۲۴ام) | گلاب آدینه                   | بی‌بی سلیمه           | وقتی همه خواب بودند         | [ ۳۸ ] [ ۳۹ ]               |
| ۱۳۸۴ (۲۴ام) | هانیه توسلی                  |                      | زمان می‌ایستد                | [ ۳۸ ] [ ۳۹ ]               |
| ۱۳۸۴ (۲۴ام) | رؤیا نونهالی                 | شقايق                | عصر جمعه                    | [ ۳۸ ] [ ۳۹ ]               |
| ۱۳۸۴ (۲۴ام) | نیوشا ضیغمی                  | مهناز                | شوریده                      | [ ۳۸ ] [ ۳۹ ]               |
| ۱۳۸۴ (۲۴ام) | افسانه بایگان                | فریبا                | کافه ستاره                  | [ ۳۸ ] [ ۳۹ ]               |
| ۱۳۸۵ (۲۵ام) | باران کوثری                  | سارا                 | خون‌بازی                     | [ ۴۰ ]                      |
| ۱۳۸۵ (۲۵ام) | باران کوثری                  | سمیره                | روز سوم                     | [ ۴۰ ]                      |
| ۱۳۸۵ (۲۵ام) | پریوش نظریه                  | فخری                 | تک درخت‌ها                   | [ ۴۰ ]                      |
| ۱۳۸۵ (۲۵ام) | رؤیا تیموریان                | مادر مهتاب           | گوشواره                     | [ ۴۰ ]                      |
| ۱۳۸۶ (۲۶ام) | هنگامه قاضیانی               | طاهره                | به همین سادگی               | [ ۴۱ ]                      |
| ۱۳۸۶ (۲۶ام) | الناز شاکردوست               | شوکا                 | باد در علفزار می‌پیچد        | [ ۴۱ ]                      |
| ۱۳۸۶ (۲۶ام) | گلشیفته فراهانی              | ستاره                | دیوار                       | [ ۴۱ ]                      |
| ۱۳۸۶ (۲۶ام) | گلشیفته فراهانی              | مریم                 | همیشه پای یک زن در میان است | [ ۴۱ ]                      |
| ۱۳۸۷ (۲۷ام) | لیلا حاتمی                   | شکوه                 | بی‌پولی                      | [ ۴۲ ] [ ۴۳ ]               |
| ۱۳۸۷ (۲۷ام) | ترانه علیدوستی               | مهتاب                | تردید                       | [ ۴۲ ] [ ۴۳ ]               |
| ۱۳۸۷ (۲۷ام) | مونا احمدی                   | فرشته                | کودک و فرشته                | [ ۴۲ ] [ ۴۳ ]               |
| ۱۳۸۷ (۲۷ام) | فریده فرامرزی                | مرضیه                | صندلی خالی                  | [ ۴۲ ] [ ۴۳ ]               |
| ۱۳۸۷ (۲۷ام) | باران کوثری                  | ماهی                 | حیران                       | [ ۴۲ ] [ ۴۳ ]               |
| ۱۳۸۸ (۲۸ام) | نگار جواهریان                | زهرا سادات           | طلا و مس                    | [ ۴۴ ] [ ۴۵ ]               |
| ۱۳۸۸ (۲۸ام) | لیلا حاتمی                   | نگار تمدن            | چهل‌سالگی                    | [ ۴۴ ] [ ۴۵ ]               |
| ۱۳۸۸ (۲۸ام) | هدیه تهرانی                  | میترا                | هفت دقیقه تا پاییز          | [ ۴۴ ] [ ۴۵ ]               |
| ۱۳۸۸ (۲۸ام) | مریلا زارعی                  | سپیده                | کیفر                        | [ ۴۴ ] [ ۴۵ ]               |
| ۱۳۸۸ (۲۸ام) | لادن مستوفی                  | زیبا (زیور)          | تسویه‌حساب                   | [ ۴۴ ] [ ۴۵ ]               |
| ۱۳۸۹ (۲۹ام) | ویشکا آسایش                  | خانم دارابی          | ورود آقایان ممنوع           | [ ۴۶ ]                      |
| ۱۳۸۹ (۲۹ام) | لیلا حاتمی                   | سیمین                | جدایی نادر از سیمین         | [ ۴۶ ]                      |
| ۱۳۸۹ (۲۹ام) | هانیه توسلی                  | مهری                 | ندارها                      | [ ۴۶ ]                      |
| ۱۳۸۹ (۲۹ام) | فاطمه معتمدآریا              | مادر                 | اینجا بدون من               | [ ۴۶ ]                      |
| ۱۳۸۹ (۲۹ام) | مهتاب کرامتی                 | آسیه                 | آلزایمر                     | [ ۴۶ ]                      |
| ۱۳۸۹ (۲۹ام) | لادن مستوفی                  | رخساره               | گل‌چهره                      | [ ۴۶ ]                      |
| ۱۳۸۹ (۲۹ام) | غزل شاکری                    | رعنا                 | آینه‌های روبرو               | [ ۴۶ ]                      |
| دههٔ ۱۳۹۰    |                              |                      |                             |                             |
| ۱۳۹۰ (۳۰ام) | هنگامه قاضیانی               | لیلا                 | روزهای زندگی                | [ ۴۷ ] [ ۴۸ ]               |
| ۱۳۹۰ (۳۰ام) | بهناز جعفری                  | ملی خانوم            | تلفن همراه رئیس جهمور       | [ ۴۷ ] [ ۴۸ ]               |
| ۱۳۹۰ (۳۰ام) | لیلا حاتمی                   | نهال                 | نارنجی‌پوش                   | [ ۴۷ ] [ ۴۸ ]               |
| ۱۳۹۰ (۳۰ام) | ترانه علیدوستی               | لیلا                 | پذیرایی ساده                | [ ۴۷ ] [ ۴۸ ]               |
| ۱۳۹۰ (۳۰ام) | مهناز افشار                  | شیرین                | پل چوبی                     | [ ۴۷ ] [ ۴۸ ]               |
| ۱۳۹۰ (۳۰ام) | شیرین یزدان‌بخش               | احترام سادات         | بوسیدن روی ماه              | [ ۴۷ ] [ ۴۸ ]               |
| ۱۳۹۱ (۳۱ام) | هانیه توسلی                  | شیوا                 | دهلیز                       | [ ۴۹ ] [ ۵۰ ]               |
| ۱۳۹۱ (۳۱ام) | الهام حمیدی                  | نرگس کاشفی           | گهواره‌ای برای مادر          | [ ۴۹ ] [ ۵۰ ]               |
| ۱۳۹۱ (۳۱ام) | نازنین بیاتی                 | نازنین               | دربند                       | [ ۴۹ ] [ ۵۰ ]               |
| ۱۳۹۱ (۳۱ام) | نگار جواهریان                | مریم                 | حوض نقاشی                   | [ ۴۹ ] [ ۵۰ ]               |
| ۱۳۹۱ (۳۱ام) | ترانه علیدوستی               | غزل                  | آسمان زرد کم‌عمق             | [ ۴۹ ] [ ۵۰ ]               |
| ۱۳۹۲ (۳۲ام) | مریلا زارعی                  | الفت                 | شیار ۱۴۳                    | [ ۵۱ ] [ ۵۲ ]               |
| ۱۳۹۲ (۳۲ام) | حسیبا ابراهیمی               | مرونا                | چند متر مکعب عشق            | [ ۵۱ ] [ ۵۲ ]               |
| ۱۳۹۲ (۳۲ام) | ساره بیات                    | فریبا                | فصل فراموشی فریبا           | [ ۵۱ ] [ ۵۲ ]               |
| ۱۳۹۲ (۳۲ام) | رؤیا تیموریان                | شایسته               | شیفتگی                      | [ ۵۱ ] [ ۵۲ ]               |
| ۱۳۹۲ (۳۲ام) | سمیرا حسن‌پور                 | رضوان                | تمشک                        | [ ۵۱ ] [ ۵۲ ]               |
| ۱۳۹۲ (۳۲ام) | باران کوثری                  | ستاره                | عصبانی نیستم!               | [ ۵۱ ] [ ۵۲ ]               |
| ۱۳۹۳ (۳۳ام) | باران کوثری                  | محدثه                | کوچه بی‌نام                  | [ ۵۳ ] [ ۵۴ ]               |
| ۱۳۹۳ (۳۳ام) | لیلا زارع                    | ناهید جباری          | شیفت شب                     | [ ۵۳ ] [ ۵۴ ]               |
| ۱۳۹۳ (۳۳ام) | فاطمه معتمدآریا              | هما                  | بهمن                        | [ ۵۳ ] [ ۵۴ ]               |
| ۱۳۹۳ (۳۳ام) | لیلا حاتمی                   | بیتا                 | دوران عاشقی                 | [ ۵۳ ] [ ۵۴ ]               |
| ۱۳۹۳ (۳۳ام) | طناز طباطبایی                | ماندانا              | رخ دیوانه                   | [ ۵۳ ] [ ۵۴ ]               |
| ۱۳۹۳ (۳۳ام) | مهتاب کرامتی                 | لیدا                 | عصر یخبندان                 | [ ۵۳ ] [ ۵۴ ]               |
| ۱۳۹۳ (۳۳ام) | گلاب آدینه                   | آذر و آزاده          | من دیه‌گو مارادونا هستم      | [ ۵۳ ] [ ۵۴ ]               |
| ۱۳۹۴ (۳۴ام) | پریناز ایزدیار               | سمیه                 | ابد و یک روز                | [ ۵۵ ]                      |
| ۱۳۹۴ (۳۴ام) | ساره بیات                    | مهتاب                | آااادت نمی‌کنیم              | [ ۵۵ ]                      |
| ۱۳۹۴ (۳۴ام) | مینا ساداتی                  | مینا                 | امکان مینا                  | [ ۵۵ ]                      |
| ۱۳۹۴ (۳۴ام) | طناز طباطبایی                | هانا سرافراز         | خشم و هیاهو                 | [ ۵۵ ]                      |
| ۱۳۹۴ (۳۴ام) | الهام کردا                   | پری پاکرو            | به دنیا آمدن                | [ ۵۵ ]                      |
| ۱۳۹۵ (۳۵ام) | لیلا حاتمی                   | مینا                 | رگ خواب                     | [ ۵۶ ]                      |
| ۱۳۹۵ (۳۵ام) | مریلا زارعی                  | شیرین                | زیر سقف دودی                | [ ۵۶ ]                      |
| ۱۳۹۵ (۳۵ام) | غزل شاکری                    | سارا امیری           | سارا و آیدا                 | [ ۵۶ ]                      |
| ۱۳۹۵ (۳۵ام) | سارا بهرامی                  | برفا                 | ایتالیا ایتالیا             | [ ۵۶ ]                      |
| ۱۳۹۵ (۳۵ام) | هدیه تهرانی                  | ماهی                 | اسرافیل                     | [ ۵۶ ]                      |
| ۱۳۹۵ (۳۵ام) | پریناز ایزدیار               | نسرین                | تابستان داغ                 | [ ۵۶ ]                      |
| ۱۳۹۶ (۳۶ام) | سارا بهرامی                  | مهسا                 | دارکوب                      | [ ۵۷ ] [ ۵۸ ]               |
| ۱۳۹۶ (۳۶ام) | باران کوثری                  | افروز اردستانی       | عرق سرد                     | [ ۵۷ ] [ ۵۸ ]               |
| ۱۳۹۶ (۳۶ام) | شبنم مقدمی                   | صنم                  | خجالت نکش                   | [ ۵۷ ] [ ۵۸ ]               |
| ۱۳۹۶ (۳۶ام) | ماهور الوند                  | لادن                 | چهارراه استانبول            | [ ۵۷ ] [ ۵۸ ]               |
| ۱۳۹۶ (۳۶ام) | مهناز افشار                  | نیلوفر               | دارکوب                      | [ ۵۷ ] [ ۵۸ ]               |
| ۱۳۹۶ (۳۶ام) | هانیه توسلی                  |                      | سوءتفاهم                    | [ ۵۷ ] [ ۵۸ ]               |
| ۱۳۹۷ (۳۷ام) | الناز شاکردوست               | فائزه منصوری         | شبی که ماه کامل شد          | [ ۵۹ ]                      |
| ۱۳۹۷ (۳۷ام) | مهناز افشار                  | راضیه                | قسم                         | [ ۵۹ ]                      |
| ۱۳۹۷ (۳۷ام) | ژاله صامتی                   | طاووس                | درخونگاه                    | [ ۵۹ ]                      |
| ۱۳۹۷ (۳۷ام) | بهنوش طباطبایی               | سیما                 | ماجرای نیمروز: رد خون       | [ ۵۹ ]                      |
| ۱۳۹۷ (۳۷ام) | فاطمه معتمدآریا              | شکوه                 | بنفشه آفریقایی              | [ ۵۹ ]                      |
| ۱۳۹۸ (۳۸ام) | نازنین احمدی                 | سارا                 | ابر بارانش گرفته            | [ ۶۰ ] [ ۶۱ ]               |
| ۱۳۹۸ (۳۸ام) | پریناز ایزدیار               | لیلا                 | سه کام حبس                  | [ ۶۰ ] [ ۶۱ ]               |
| ۱۳۹۸ (۳۸ام) | مریم مقدم                    | مینا                 | قصیده گاو سفید              | [ ۶۰ ] [ ۶۱ ]               |
| ۱۳۹۸ (۳۸ام) | ندا جبرائیلی                 | ستاره‌                | مردن در آب مطهر             | [ ۶۰ ] [ ۶۱ ]               |
| ۱۳۹۸ (۳۸ام) | الناز شاکردوست               | نسیم                 | من می‌ترسم                   | [ ۶۰ ] [ ۶۱ ]               |
| ۱۳۹۹ (۳۹ام) | رؤیا افشار                   |                      | مامان                       | [ ۶۲ ]                      |
| ۱۳۹۹ (۳۹ام) | ستاره پسیانی                 |                      | یدو                         | [ ۶۲ ]                      |
| ۱۳۹۹ (۳۹ام) | الناز حبیبی                  |                      | رمانتیسم عماد و طوبا        | [ ۶۲ ]                      |
| ۱۳۹۹ (۳۹ام) | ملیسا ذاکری                  |                      | ستاره‌بازی                   | [ ۶۲ ]                      |
| ۱۳۹۹ (۳۹ام) | الناز شاکردوست               |                      | ابلق                        | [ ۶۲ ]                      |
| ۱۳۹۹ (۳۹ام) | نازنین فراهانی               |                      | مصلحت                       | [ ۶۲ ]                      |
| دههٔ ۱۴۰۰    |                              |                      |                             |                             |
| ۱۴۰۰ (۴۰ام) | طناز طباطبایی                | رؤیا                 | بی‌رویا                      | [ ۶۳ ] [ ۶۴ ]               |
| ۱۴۰۰ (۴۰ام) | سارا بهرامی                  | سارا                 | علفزار                      | [ ۶۳ ] [ ۶۴ ]               |
| ۱۴۰۰ (۴۰ام) | ژیلا شاهی                    | صفیه مدرس            | موقعیت مهدی                 | [ ۶۳ ] [ ۶۴ ]               |
| ۱۴۰۰ (۴۰ام) | لاله مرزبان                  |                      | نگهبان شب                   | [ ۶۳ ] [ ۶۴ ]               |
| ۱۴۰۰ (۴۰ام) | لادن مستوفی                  |                      | برف آخر                     | [ ۶۳ ] [ ۶۴ ]               |
| ۱۴۰۱ (۴١ام) | پردیس پورعابدینی             |                      | غریب                        | [ ۶۵ ]                      |
| ۱۴۰۱ (۴١ام) | مارال بنی‌آدم                 |                      | در آغوش درخت                | [ ۶۵ ]                      |
| ۱۴۰۱ (۴١ام) | هدی زین‌العابدین              |                      | عطرآلود                     | [ ۶۵ ]                      |
| ۱۴۰۱ (۴١ام) | ژاله صامتی                   |                      | سرهنگ ثریا                  | [ ۶۵ ]                      |
| ۱۴۰۱ (۴١ام) | سارا بهرامی                  |                      | جنگل پرتقال                 | [ ۶۵ ]                      |
| ۱۴۰۱ (۴١ام) | نوشین مسعودیان               |                      | سینما متروپل                | [ ۶۵ ]                      |
| ۱۴۰۲ (۴۲ام) | مارال بنی‌آدم                 | پروین اعتصامی        | پروین                       | [ ۶۶ ]                      |
| ۱۴۰۲ (۴۲ام) | ساره رشیدی                   |                      | احمد                        | [ ۶۶ ]                      |
| ۱۴۰۲ (۴۲ام) | سارا حاتمی                   |                      | آبی روشن                    | [ ۶۶ ]                      |
| ۱۴۰۲ (۴۲ام) | سحر دولتشاهی                 |                      | نبودنت                      | [ ۶۶ ]                      |
| ۱۴۰۲ (۴۲ام) | شهره موسوی                   |                      | شور عاشقی                   | [ ۶۶ ]                      |